# Ричардсон, Элиот
Элиот Ли Ричардсон (англ. Elliot Lee Richardson; 20 июля 1920, Бостон, Массачусетс, США — 31 декабря 1999, Бостон, Массачусетс) — американский государственный деятель, министр обороны (1973) и министр торговли США (1976—1977).

## Биография
Окончил Гарвардский университет со степенью бакалавра.
Участник Второй Мировой войны, службу окончил в звании старшего лейтенанта.
В 1947 г. окончил юридическую школу Гарвардского университета (Harvard Law School).
Государственную службу начала в аппарате апелляционного суда второго округа, затем — в Верховном суде США.
В 1959—1961 гг. — прокурор в штате Массачусетс,
в 1965—1967 гг. — вице-губернатор Массачусетса,
в 1967—1969 гг. — генеральный прокурор штата Массачусетс .
В 1969—1970 гг. — постоянный помощник государственного секретаря,
в 1970—1973 гг. — министр здравоохранения, образования и социального обеспечения США,
в январе — мае 1973 г. — министр обороны США,
в мае — октябре 1973 г. — Генеральный прокурор США. Самым известном поступком на этом посту стал отказ Ричардсона в ходе «Уотергейтского скандала» уволить главу независимой комиссии по расследованию деятельности президентской администрации Арчибальда Кокса, несмотря на телефонный звонок президента Никсона. В знак протеста против действия главы государства Ричардсон ушел в отставку.
В 1975—1976 гг. — посол в Великобритании.
В 1976—1977 гг. — министр торговли США.
В 1977—1980 гг. — посол по особым поручениям и спецпредставитель президента Картера по вопросу принятия Конвенции Организации Объединенных Наций морскому праву и глава американской делегации на третьей Конференции Организации Объединенных Наций по морскому праву.
В 1984 г. неудачно баллотировался от республиканской партии в сенат США от штата Массачусетс.
В конце 80-х и начале 90-х гг. сотрудничал с рядом известных американских юридических кампаний.
В 1998 г. был награждён Президентской медалью Свободы.